# 38 Témoins
Pour plus de détails, voir Fiche technique et Distribution.
38 Témoins est un film franco-belge écrit et réalisé par Lucas Belvaux, sorti en 2012. L’intrigue est l’adaptation du roman de Didier Decoin Est-ce ainsi que les femmes meurent ?, lui-même inspiré de l’affaire Kitty Genovese.

## Synopsis
Au Havre, dans la rue de Paris, les habitants sont en état de choc depuis qu’une jeune femme a été sauvagement assassinée pendant la nuit. Louise Morvand est rentrée de Shanghai le lendemain du drame et ressent le malaise ambiant. Les riverains interrogés par la police ne savent rien, ils dormaient, n’ont rien vu, rien entendu. Une journaliste du Havre Libre se heurte au même silence. Pierre Morvand, le mari de Louise, est un pilote portuaire qui guide les porte-conteneurs dans le chenal jusqu’au terminal de France où ils s’amarrent. Il affirme à Louise être rentré tard de son travail cette nuit-là, après que le meurtre fut commis. À son épouse qui le trouve étrangement absent, il répond que son état est dû à la fatigue. Pourtant, pendant qu’elle dort, il lui raconte ce qui s’est réellement passé.
La nuit du meurtre, il a été réveillé par des hurlements provenant de l’extérieur. Se demandant s’il n’avait pas rêvé, il s’est approché de la fenêtre d’où il a vu une silhouette titubante s’engouffrer dans le hall d’un immeuble. Alors qu’il restait prostré, d’autres hurlements traumatisants ont retenti peu après, lui vrillant les tympans malgré ses mains plaquées sur ses oreilles pour ne pas entendre. Louise pense avoir fait un cauchemar dans lequel Pierre lui racontait cette histoire mais il finit par lui avouer la vérité. Rongé par la culpabilité, il décide d’aller tout confesser à la police malgré les exhortations de sa femme à n’en rien faire, et son assurance qu’elle l’aimera toujours s’il continue à se taire.
Prévenu par le capitaine qui a recueilli le témoignage de Pierre Morvand, le directeur de la police judiciaire pense que ce dernier affabule et lui demande de réfléchir avant de signer sa déposition. S’il dit vrai, cela signifie que 37 autres témoins ont menti, ce qui paraît improbable mais obligera la police à mener des investigations complémentaires au détriment de la recherche de l’assassin. Pierre persiste et signe, pour soulager sa conscience torturée. Au fil des interrogatoires qui suivent, les langues de ses voisins se délient : eux aussi admettent avoir entendu les cris et n’avoir pas réagi.
Sylvie Loriot, la journaliste du Havre Libre, est mise au courant par des fuites et interviewe le procureur de la République avant de publier son article. Le magistrat lui enjoint de ne rien révéler car, si la vérité éclatait publiquement, il serait obligé de poursuivre 38 personnes pour non-assistance à personne en danger. Or, peut-on faire le procès de l’indifférence et de la lâcheté ?

## Fiche technique
- Titre : 38 Témoins
- Réalisation : Lucas Belvaux
- Scénario : Lucas Belvaux, d’après le roman de Didier Decoin Est-ce ainsi que les femmes meurent ?
- Directeur de la photographie : Pierric Gantelmi d'Ille
- Montage : Ludo Troch
- Musique : Arne Van Dongen
- Producteurs : Patrick Sobelman, Patrick Quinet et Yvan Attal
- Production : France 3 Cinéma • Agat Films & Cie • RTBF
- SOFICA : Cinémage 5
- Distribution : Diaphana
- Genre : drame
- Budget : 7 100 000 euros[2]
- Box-office : 270 549
- Pays :  France •  Belgique
- Durée : 1 h 44
- Dates de sortie : France / Belgique : 14 mars 2012

## Distribution
- Yvan Attal : Pierre Morvand
- Sophie Quinton : Louise Morvand, la femme de Pierre
- Nicole Garcia : Sylvie Loriot, la journaliste
- François Feroleto : le capitaine Léonard
- Natacha Régnier : Anne, la mère célibataire
- Patrick Descamps : Petrini, le témoin qui a menacé d’appeler la police
- Didier Sandre : le procureur Lacourt
- Bernard Mazzinghi : le directeur de la PJ
- Laurent Fernandez : le chef de groupe
- Pierre Rochefort : le jeune officier de police
- Philippe Résimont : l’homme violent
- Sébastien Libessart : un témoin
- Dimitri Rataud : un témoin
- Vincent Lebodo (crédité Vincent Le Bodo) : un témoin
- Anne-Sophie Pauchet : un témoin
- Jean-Pierre Guiner : le patron de Louise
- Laurent Manzoni : le médecin
- Corinne Belet : la dame qui croise Louise
- Jean-Michel Aphatie : la voix des ondes

## Réception critique
Dans UGC illimité, Anouk Brissac trouve que « feutré, ultra-maîtrisé, le nouveau Belvaux sonne la maturité, le pas de côté vers les Resnais et autre Kaurismäki ».
Partant du postulat que l’absence de réaction du personnage est due à son empathie pour la victime, Marcela Iacub estime dans Libération que, si « l’ambition [du film] est de réexaminer une vieille question que les moralistes ont rendue pauvre et ennuyeuse : pourquoi les êtres humains sont si souvent indifférents aux souffrances les plus terribles de leurs semblables ? », Lucas Belvaux « brade le paradoxe soulevé en faisant appel à des châtiments généralisés ». Elle conclut cependant que « ce film mérite d’être vu ».

## Autour du film
Les scènes d’extérieur ont été tournées au Havre, sur les lieux de l’action : rue de Paris, capitainerie du port autonome, quais du terminal de France. La cérémonie funéraire a été tournée à l'Église Saint-Joseph du Havre.
38 Témoins a été projeté en ouverture du 41e Festival international du film de Rotterdam et en clôture du Festival Premiers Plans d’Angers.
Le 1er avril 2012, alors qu’elle sortait d’une salle de cinéma parisienne pour voir 38 Témoins, la candidate à l’élection présidentielle française de 2012, Eva Joly, chute en descendant des escaliers. Touchée à la tête, elle est hospitalisée à l’hôpital Cochin vers 2 h 30 le 2 avril 2012 ; elle en sort en fin de journée.

## Distinctions

### Récompenses
- 2013 : Meilleur scénario original ou adaptation aux Magritte du cinéma

### Nominations
- César 2013 : nomination au César de la meilleure adaptation